# 박팽년 선생 유허
박팽년 선생 유허(朴彭年 先生 遺墟)는 대한민국 대전광역시 동구 가양동에 위치해 있는 조선시대의 박팽년 선생의 유허이다. 또한 박팽년 선생 유허는 1989년 3월 18일 대전광역시의 기념물 제 1호로 지정되었다.

## 개요
조선 전기의 문신이며 사육신의 한 사람인 박팽년(1417∼1456)이 살던 곳이다.
박팽년은 세종 16년(1434)에 문과에 급제한 후 여러 관직을 두루 역임하며, 집현전의 관원이 되었다. 1455년 수양대군이 어린 조카인 단종의 왕위를 빼앗자 단종 복위 운동을 꾸미다 세조 2년(1456)에 처형되었다.
죽은 후에 유림의 학자들이 선생의 집터가 없어지는 것을 염려하여, 현종 9년(1668)에 주춧돌을 모아 송시열이 글을 짓고 송준길이 글씨를 써서 비문을 세웠다. 현종 13년(1672)에는 비각(碑閣)을 지어 장절정이라 하였다.

## 같이 보기
- 박팽년
- 박팽년선생유허비 - 대전광역시 문화재자료 제8호

## 참고 자료
- 박팽년 선생 유허 - 국가유산청 국가유산포털